# Theodor von Hallberg-Broich

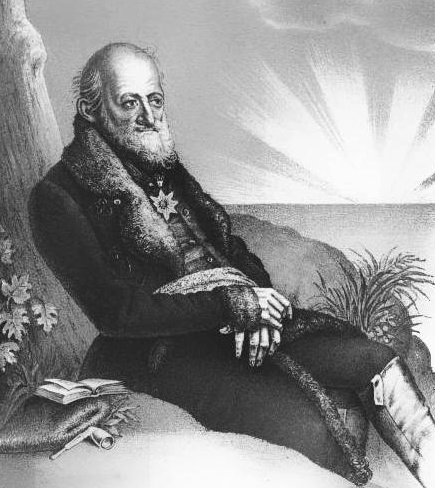
Theodor von Hallberg-Broich

Karl Theodor Maria Hubert Isidor Freiherr von Hallberg zu Broich, auch bekannt als der Eremit von Gauting (* 8. September 1768 auf Haus Broich bei Jülich; † 17. April 1862 auf Schloss Hörmannsdorf bei Landshut) war ein deutscher Schriftsteller, Forschungsreisender und Exzentriker aus dem Adelsgeschlecht Hallberg. Auf Hallberg geht die Gründung der Kolonie Hallbergmoos zurück.

## Herkunft
Theodor von Hallberg-Broich war der Sohn des kurpfälzischen Hofkammerrats Tilmann Peter von Hallberg-Broich und dessen Ehefrau Anna Rosa Quadt von Wickrath. Der Oberst in spanischen Diensten, Franz von Hallberg-Broich, war sein älterer Bruder; der bayerische Generalleutnant Karl Theodor von Hallberg-Broich sein Cousin und Heinrich Theodor von Hallberg († 1792), der kurpfalz-bayerische Gesandte in Wien, ein Cousin seines Vaters.

## Leben

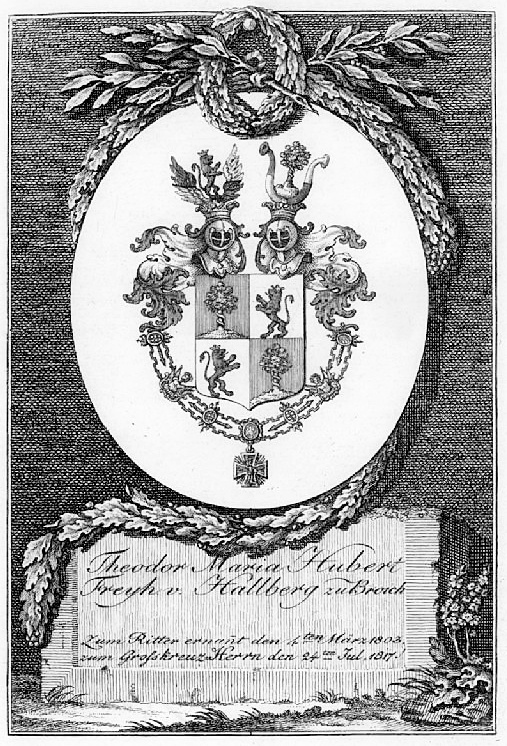
Persönliches Wappen als Großkreuzinhaber des bayerischen Ordens vom Hl. Michael

Hallberg entwickelte bereits als Kind einen Drang in die Ferne. Als Zehnjähriger entwischte er von der Schule in Köln mit einem Rheinschiffer nach England. Dort verdiente er seinen Lebensunterhalt als Matrose und kam als solcher nach Triest. Dort ließ er sich für die Kadettenschule in Wien anwerben. Im Alter von 15 Jahren trat er als Lieutenant in Jülich in die Dienste des Herzogs Karl Theodor. Gefördert von seinem Dienstherrn, besuchte Hallberg-Broich mehrere Jahre die Militärakademie in Metz.
Nach dem Tod seines Vaters bezog er 1793 das Stammschloss seiner Familie. Von hier aus führten ihn zahlreiche Reisen nach England, Skandinavien, Russland, Konstantinopel, Syrien, Griechenland, Sizilien, Tunis und Spanien. Bis ins hohe Alter sollten weitere Großreisen hinzukommen, die ihn bis nach Persien und Indien führten. 1810 erwarb Theodor von Hallberg-Broich Haus Attenbach in Hennef. Als Feldherr machte er sich 1814 einen Namen als Feldobrist des bergischen Landsturms, als er achtzig desertierte und im Bereich Lohmar und Wahlscheid marodierende Kosaken festsetzte.
Wohl im Jahre 1811 heiratete er die 15-jährige Caroline Freie von und zu Olne. Aus der Ehe, in der die junge Frau unter den Absonderlichkeiten ihres Gatten zu leiden hatte, gingen zwei Kinder hervor. Glaubt man dem Zoologen und Naturforscher Johannes Gistel, Hallberg-Broichs erstem Biografen, so soll er von seiner Frau einen neuerlichen Liebesbeweis verlangt und sie angewiesen haben, aus dem Fenster des ersten Stocks des von ihnen bewohnten Schloss Birkeneck zu springen. Sie starb im September 1832 in Bad Adelholzen, nach Gistel angeblich an den Folgen des Sturzes, nach anderer Quelle an einer Fiebererkrankung. In Konstantinopel heiratete er nach eigenen Angaben 1837 seine zweite Frau Jolanta, die Tochter eines armenischen Kaufmanns, die aber kurz nach der Hochzeit an den Folgen einer Pesterkrankung starb.
Bereits 1819 hatte sich Hallberg-Broich mit seiner Familie in Bayern niedergelassen. Er erwarb das Schloss Fußberg, das er bis 1826 bewohnte. Seine außergewöhnliche Lebensweise und sein Äußeres trugen ihm den Beinamen der Eremit von Gauting bei, obwohl er keineswegs ein Einsiedlerdasein führte. Aus seiner Gautinger Zeit sind zahlreiche Artikel in Zeitungen und Zeitschriften wie Der Bayrische Volksfreund, Der Nationalkorrespondent, Der reisende Teufel oder Der Bayerische Landbote bekannt. In Gauting reifte auch sein Projekt, die Moorflächen nordöstlich Münchens trocken zu legen und zu kultivieren. Zu diesem Zweck wechselte er den Wohnort und ließ sich in Schloss Birkeneck bei Freising nieder. Der bei der Trockenlegungsaktion  entstandene Ort Hallbergmoos trägt seinen Namen ihm zu Ehren, ebenso wie der dortige Freiherr-von-Hallberg-Platz. König Ludwig I., sein Duzfreund, unterstützte Hallbergs Aktivitäten sehr großzügig, weshalb in der Gemeinde auch viele Straßen nach Mitgliedern dessen Familie benannt sind (z. B. Ludwig-, Theresien-, Maximilian-, Mathilden- und Ottostraße).
Hallberg-Broich gilt als der Verfasser der sogenannten Gautinger Ergebenheitsadresse an König Ludwig I., die Ende 1831 in teils drastischen Worten gegen die liberal-konstitutionelle Opposition in der Zweiten Kammer der Bayerischen Ständeversammlung polemisierte. In dem von dem oppositionellen Journalisten Valentin Österreicher redigierten Augsburger Tagblatt erschien am 20. März 1832 ein später mehrfach abgedruckter Artikel des liberalen Abgeordneten Franz Lang aus Mischenried, betitelt mit „Die Gautinger“, der die blinde Ergebenheit der Einwohner und Hallberg-Broich kritisierte.
Als Schriftsteller hinterließ Hallberg-Broich an die 30 Bücher. Vornehmlich Reiseberichte, aber auch solche über seine politisch umstrittenen, antikonstitutionellen, politischen Einschätzungen. Außerdem schrieb er ein Kochbuch, Erzählungen und ein Gebetbuch für die Kolonie Hallberg – von seinen zahllosen journalistischen Beiträgen und Kommentaren in der Münchner Presse abgesehen.
Mit seiner äußeren Erscheinung sorgte er zeitlebens für Aufsehen. Er trug neben einem zum Gürtel reichenden weißen Bart auffallende, reich mit Orden behangene Phantasie-Uniformen, oftmals auch einen Fes. Im hohen Alter erblindete er und starb in dem heute nicht mehr existierenden Schloss Hermannsdorf in Niederbayern im 94. Lebensjahr.
2013 hat man eine Apfelsorte nach ihm benannt.

## Ehrungen
- Komturkreuz des Päpstlichen Gregoriusordens (1846)
- Ritter des Ritterordens vom Hl. Michael (1803)
- Großkreuzherr des Ritterordens vom Hl. Michael (1817)[4]

## Werke
- Reise durch Skandinavien: Dänemark, Schweden, Norwegen im Jahr 1817. Köln 1818
- Rhapsodische Ansichten und Motive für Armen-Kolonien. Frauendorf 1829.
- Reise durch Italien. Augsburg 1830.
- Frankreich – Algier: zum Besten der Kolonie. München 1837.
- Reise nach dem Orient: zum Besten der Kolonie Hallberg im Freisinger Moos. Stuttgart 1838.
- Deutschland, Russland, Caucasus, Persien 1842–1844. Stuttgart 1844